# Championnat d'Espagne masculin de handball 2010-2011
Navigation
Liga ASOBAL 2009-2010 Liga ASOBAL 2011-2012
La saison 2010-2011 de la Liga ASOBAL est la 51e édition de la première division espagnole de handball, au cours de laquelle le BM Ciudad Real défend son titre.
C'est le FC Barcelone qui remporte son 18e titre dans la compétition avec 4 points d'avance sur Ciudad Real.

## Classement final
|    | Équipe                      | Pts | J  | G  | N | P  | Bp   | Bc  | Diff |
| -- | --------------------------- | --- | -- | -- | - | -- | ---- | --- | ---- |
| 1  | FC Barcelone                | 58  | 30 | 29 | 0 | 1  | 1020 | 760 | 260  |
| 2  | BM Ciudad Real (T, R, A, S) | 54  | 30 | 27 | 0 | 3  | 986  | 777 | 209  |
| 3  | CB Ademar León              | 43  | 30 | 21 | 1 | 8  | 912  | 795 | 117  |
| 4  | BM Granollers               | 43  | 30 | 19 | 5 | 6  | 938  | 855 | 83   |
| 5  | BM Valladolid               | 41  | 30 | 20 | 1 | 9  | 911  | 786 | 125  |
| 6  | BM Aragón                   | 40  | 30 | 18 | 4 | 8  | 903  | 853 | 50   |
| 7  | Portland San Antonio        | 32  | 30 | 15 | 2 | 13 | 853  | 833 | 20   |
| 8  | BM Cuenca                   | 28  | 30 | 13 | 2 | 15 | 806  | 833 | -27  |
| 9  | Naturhouse La Rioja         | 26  | 30 | 13 | 0 | 17 | 818  | 835 | -17  |
| 10 | BM Antequera                | 24  | 30 | 11 | 2 | 17 | 796  | 873 | -77  |
| 11 | CBM Torrevieja              | 22  | 30 | 10 | 2 | 18 | 762  | 852 | -90  |
| 12 | CB Puerto Sagunto (P)       | 21  | 30 | 8  | 5 | 17 | 813  | 884 | -71  |
| 13 | Quabit BM Guadalajara (P)   | 18  | 30 | 6  | 6 | 18 | 832  | 920 | -88  |
| 14 | JD Arrate                   | 14  | 30 | 5  | 4 | 21 | 730  | 878 | -148 |
| 15 | Toledo BM                   | 11  | 30 | 4  | 3 | 23 | 799  | 945 | -146 |
| 16 | BM Alcobendas               | 5   | 30 | 1  | 3 | 26 | 730  | 930 | -200 |

|     | Qualification pour la Ligue des champions |
|     | Qualification pour la coupe des Coupes    |
|     | Qualification pour la coupe de l'EHF      |
|     | Relégation en Division 2                  |
| (T) | Tenant du titre                           |
| (R) | Vainqueur de la Coupe du Roi              |
| (A) | Vainqueur de la Coupe ASOBAL              |
| (S) | Vainqueur de la Supercoupe d'Espagne      |
| (P) | Promu de Division 2 en début de saison    |

## Le champion
| Champion d'Espagne - Liga ASOBAL 2010-2011 FC Barcelone 18e titre |

L'effectif du FC Barcelone était :
- Gardiens de but
  - Danijel Šarić
  - Gonzalo Pérez de Vargas
  - Johan Sjöstrand
- Arrières
  - László Nagy
  - Iker Romero
  - Siarhei Rutenka
  - Konstantine Igropoulo
  - Carlos Molina
- Demi-centres
  - Álvaro Ruiz (en)
  - Daniel Sarmiento
  - Raúl Entrerríos
- Ailiers
  - Víctor Tomás
  - Juanín García
  - Cristian Ugalde
  - Albert Rocas
  - Joan Saubich
- Pivots
  - Jesper Nøddesbo
  - Marco Oneto
  - Magnus Jernemyr
  - Cédric Sorhaindo
- Entraîneur
  - Xavi Pascual

## Statistiques et récompenses

### Meilleurs joueurs
Il a été élu par les entraineurs la Liga ASOBAL,, :
| Poste           | Joueur                 | Équipe         |
| --------------- | ---------------------- | -------------- |
| Meilleur joueur | Danijel Šarić          | FC Barcelone   |
| Gardien de but  | Danijel Šarić          | FC Barcelone   |
| Ailier gauche   | Juanín García          | FC Barcelone   |
| Arrière gauche  | Antonio García Robledo | BM Granollers  |
| Pivot           | Julen Aguinagalde      | BM Ciudad Real |
| Demi-centre     | Raúl Entrerríos        | FC Barcelone   |
| Arrière droit   | László Nagy            | FC Barcelone   |
| Ailier droit    | Luc Abalo              | BM Ciudad Real |
| Défenseur       | Didier Dinart          | BM Ciudad Real |
| Entraîneur      | Manolo Cadenas         | BM Granollers  |
| Espoir          | Aidenas Malašinskas    | BM Granollers  |

### Meilleurs buteurs
Rafael Baena González, l'Espagnol du BM Antequera, termine meilleur buteur avec 179 réalisations
| Rang | Joueur                 | Équipe                | Buts |
| ---- | ---------------------- | --------------------- | ---- |
| 1    | Rafael Baena González  | BM Antequera          | 179  |
| 2    | Martin Straňovský      | Ademar León           | 161  |
| 2    | Jorge Paván            | BM Cuenca             | 161  |
| 4    | Nikola Prce            | CB Puerto Sagunto     | 157  |
| 5    | Rafael Capote          | BM Cuenca             | 154  |
| 6    | Novica Rudović         | Quabit BM Guadalajara | 153  |
| 7    | Juanín García          | FC Barcelone          | 152  |
| 8    | Håvard Tvedten         | BM Valladolid         | 148  |
| 8    | David Cuartero         | CBM Torrevieja        | 148  |
| 10   | Antonio García Robledo | BM Granollers         | 146  |

Concernant les gardiens de but, c'est Fredrik Ohlander (de), le Suédois du BM Granollers, qui termine avec les meilleurs statistiques avec 353 arrêts sur 1 062 tirs (33 %). Il devance Danijel Šarić (Barcelone, 320 arrêts sur 820 tirs, soit 39 %) et Dimitrije Pejanović (en) (Torrevieja, 296 arrêts sur 936 tirs, soit 32 %).
Enfin, c'est Nicklas Grundsten (de), le Suédois de Granollers, qui a été le plus sanctionné avec 55 exclusions temporaires, soit en moyenne 1,83 avertissement par match. Il est suivi dans ce classement par Alberto Val (en), le pivot du CAI Aragón Val, et Tokić, l'arrière latéral de Torrevieja[pas clair],, avec respectivement 54 et 53 exclusions temporaires.